# Tianjin R&F Guangdong Tower
[veraltet]
Der Tianjin R&F Guangdong Tower (chinesisch 富力大厦, Pinyin Fùlì Dàshà) ist ein im Bau befindlicher Wolkenkratzer im neuen Stadtbezirk Binhai von Tianjin (China).
Der von dem Chicagoer Architekturbüro Goettsch Partners geplante Wolkenkratzer sollte ursprünglich bei Fertigstellung im Jahr 2017 eine Höhe von 91 Stockwerken und 468 Meter erreichen. Im unteren Bereich des Baus sollen Büros entstehen, während in den oberen Etagen ein Hotel vorgesehen ist. Dieses soll nach den Planungen 440 Suiten umfassen. Momentan befindet sich das Gebäude im Baustopp.
Architektonisch zeichnet sich der Entwurf des Wolkenkratzers durch eine quadratische Grundfläche aus, wobei es nach verschiedene Abstufungen gibt und die Ecken abgerundet wurden. Das Dach soll auf eine Höhe von rund 400 Metern liegen (die höchste Etage liegt auf 384 Meter), worüber hinaus drei mastenähnliche Spitzen folgen, womit die Endhöhe erreicht wird. Die komplette Fassade des Bauwerks soll mit einheitlichem Glas verkleidet werden. Im Inneren sind 57 Aufzüge vorgesehen, die Geschwindigkeiten von acht Metern pro Sekunde erreichen sollen.
Bei Fertigstellung wird der Tower voraussichtlich zum zweithöchsten Gebäude in Tianjin nach dem 597 Meter hohen Goldin Finance 117 werden, welches etwa 2020 vollendet werden soll.